# Huszlew
Huszlew (AFI: [ˈxuʂlɛf]) es un pueblo en el Distrito de Łosice, Voivodato de Mazovia, en el centro-oriente de Polonia. Es la sede de la gmina llamada Gmina Huszlew. Se encuentra aproximadamente a 13 kilómetros al sureste de Łosice y 126 km (78 millas) al este de Varsovia.
El pueblo tiene una población de 530 habitantes.